# Kanton Saint-Sauveur-en-Puisaye
Kanton Saint-Sauveur-en-Puisaye (fr. Canton de Saint-Sauveur-en-Puisaye) byl francouzský kanton v departementu Yonne v regionu Burgundsko. Skládal se z 10 obcí. Zrušen byl po reformě kantonů 2014.

## Obce kantonu
- Fontenoy
- Lainsecq
- Moutiers-en-Puisaye
- Sainpuits
- Sainte-Colombe-sur-Loing
- Saints
- Saint-Sauveur-en-Puisaye
- Sougères-en-Puisaye
- Thury
- Treigny